# Dragonfly 44
Dragonfly 44 är en mörk galax i Comahopen, belägen 330 miljoner ljusår bort i stjärnbilden Berenikes hår. Namnet kommer av att galaxen upptäcktes av Dragonfly Telephoto Array.
Observationer av galaxens rotationshastighet tyder på en massa som ungefär motsvarar Vintergatans. Emellertid avger galaxen endast motsvarande en procent av det ljus som Vintergatan utstrålar. I augusti 2016 rapporterade astronomer att galaxen kan bestå av så gott som enbart  mörk materia.